# Rockwood Sprinkler Company

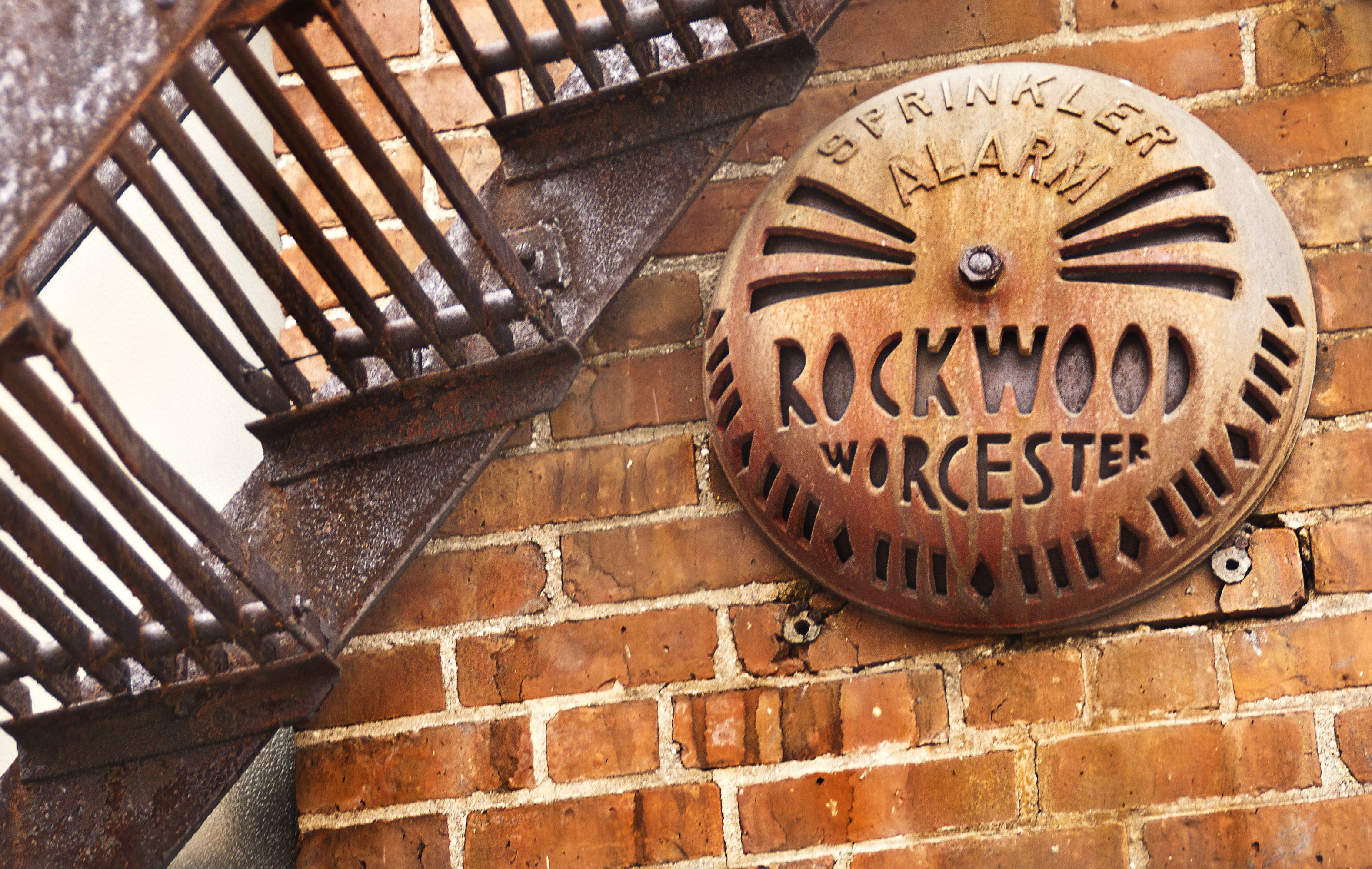
Sprinkler Alarm. Rockwood Sprinkler Company, Worcester

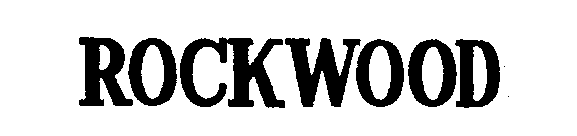
Registered Trade Mark der Rockwood Sprinkler Company

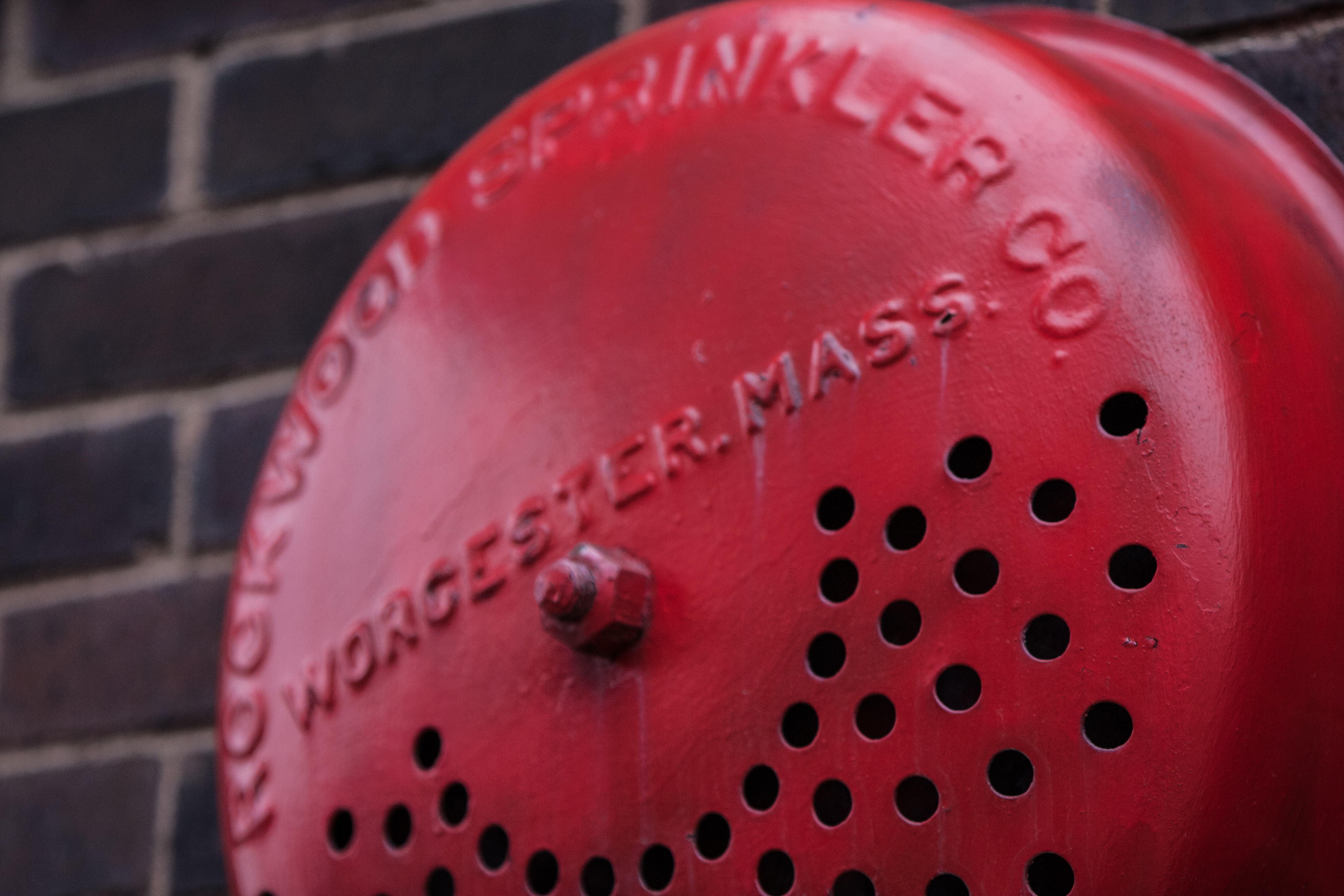
Rockwood Sprinkler Company, Worcester, Massachusetts

Die Rockwood Sprinkler Company war ein führender Hersteller von Feuerlöschsystemen in Worcester, Massachusetts.

## Geschichte
George Ichabod Rockwood eröffnete 1906 eine Fabrik in der 38 Harlow Street in Worcester, Massachusetts und begann, seine automatischen Sprinkleranlagen in vielen Industriebetrieben der Region zu installieren. Sein Sprinklersystem war so konzipiert, dass es automatisch Löschwasser von der Decke herab verteilte, sobald ein Feuer eine bestimmte Temperatur überschritt.
Er hatte bereits 1888 sein Studium des Maschinenbaus am Worcester Polytechnic Institute abgeschlossen und war zunächst als Zeichner bei der Wheelock Engine Company angestellt, bevor er sich 1893 als unabhängiger Ingenieur selbstständig machte. Er hat das von ihm erfundene Feuerlöschsystem 1905 patentiert, und vermarktete es unter dem Markennamen Rockwood Sprinkler System.
Das Unternehmen wurde 1930 von der Gamewell Company übernommen. Zu dieser Zeit beschäftigte es in Worcester mehr als 325 Mitarbeiter und erzielte einen Jahresumsatz von 1,5 Millionen Dollar (etwa 25 Millionen Dollar in heutigen Dollar).